# マルグリット・ダンジュー
マルグリット・ダンジュー（Marguerite d'Anjou, 1273年 - 1299年12月31日）は、ヴァロワ家の祖ヴァロワ伯シャルルの最初の妃。アンジュー＝シチリア家のナポリ王カルロ2世とハンガリー王女マーリア（イシュトヴァーン5世の娘）の長女。イタリア名はマルゲリータ・ダンジョ（Margherita d'Angiò）。フランス王ルイ10世の王妃でジャン1世を生んだクレマンス・ド・オングリーは、マルグリットの兄カルロ・マルテッロ・ダンジョの娘で姪に当たる。
1290年にコルベイユにおいて又従兄であるヴァロワ伯シャルルと結婚した。父カルロ2世は、持参金としてアンジュー伯領とメーヌ伯領を婿のヴァロワ伯シャルルに譲渡した。2人の間には以下の子女が生まれた。
- イザベル（1292年 - 1309年） - ブルターニュ公ジャン3世と結婚[3]
- フィリップ6世（1293年 - 1350年） - フランス王[4]
- ジャンヌ（1294年 - 1342年）[5] - エノー伯ギヨーム1世と結婚
- マルグリット（1295年 - 1342年）[3] - ブロワ伯ギー1世と結婚、ブルターニュ摂政シャルル・ド・ブロワの母。
- シャルル（1297年 - 1346年）[3] - アランソン伯シャルル2世、アランソン家の祖
- カトリーヌ（1299年）